# Свинцицкий, Леонид Викторович
Леонид Викторович Свинцицкий (9 марта 1953 — 9 января 2021) — советский и российский художник-постановщик. Заслуженный художник РФ (2001).

## Биография
Леонид Викторович Свинцицкий родился 9 марта 1953 г. в Сталино (ныне Донецк). В 13 лет стал учеником художественной школы. В 1969 году поступил в Крымское художественное училище имени Н. С. Самокиша, которое окончил в 1973 году. В том же году поступил на художественный факультет ВГИКа. Его мастерами были известные художники А. Борисов и Л. Платов. Его учебные работы были высоко оценены, а Борисов рекомендовал Леонида классику отечественного кинематографа Сергею Юткевичу, который сам начинал как художник и считался очень требовательным режиссером. Леонид был приглашен им в качестве художника-декоратора на фильм «Ленин в Париже»
С этих пор Свинцицкий уже не искал работу – сотрудничество с Юткевичем – классиком советского кино, – стало лучшей рекомендацией для других режиссеров. В 1982 г. Леонид был удостоен коллегами высокой чести – стать художником-постановщиком. Достигнуть в 29 лет такого положения на «Мосфильме» удавалось мало кому. Свинцицкий работает с такими режиссерами, как Борис Токарев, Павел Чухрай, Леонид Квинихидзе, Александр Сурин, Александр Муратов, Карен Шахназаров, Петр Тодоровский, Эльдар Рязанов, Марина Мигунова.
Его работы отличает пристальное внимание к детали, умение создать точную атмосферу времени, настроение и цветовую палитру фильма, выявить художественными средствами скрытую драматургию событий.
Леонид Свинцицкий участвовал в создании более 40 фильмов. Среди них такие, как: «Нас венчали не в церкви», «Там где нас нет», «По прозвищу «Зверь», «Сны», «Ретро втроем», «Старые клячи», «Ключ от спальни», «Поджигатели», «Клетка для канареек», «Зеркала». Его работа на этих фильмах отмечена призами отечественных кинофестивалей и специальных призов за работу художника.
Свинцицкий пробовал себя и как сценограф (совм. с Д. Богородским) оформив в 1997 году спектакль "Дамы и гусары" в Курском драматическом театре им. Пушкина).
Работая в театре и кино, Леонид Свинцицкий никогда не прерывал занятий живописью. Он любил рассветное очарование и уединение пустынных пейзажей и старинных городских уголков, старался передать их собственную, полную потаенного смысла тихую и на первый взгляд неприметную жизнь.
Свинцицкий работал в разных жанрах – пейзажа, жанровых сцен, натюрморта. Одной из любимых его техник была сухая пастель, когда рисунок остро заточенным карандашом перерастает в пастель, передавая метафизику цвета и, одновременно позволяет смешивать цвета, создавая необычные и тонкие художественные переходы.
В последние годы внимание художника привлек сложнейший психологический жанр – портрет. Им созданы впечатляющие образы ведущих кинематографистов страны – режиссеров, операторов, художников. Тех, кто собственно и создает кино, но при этом почти всегда остается за кадром. В его работах открывается неординарность и глубина их внутреннего мира, раскрывается характер этих замечательных личностей, особенности выражения их лиц, движений, жестов и пластики.
Леонид Свинцицкий был членом Союза кинематографистов Российской Федерации, членом Московского Союза Художников.
При этом он оставался скромным и доступным человеком, всегда открытым к общению, готовым дать добрый совет, поделиться опытом, помочь в работе и в жизни.
Первая персональная выставка Леонида Свинцицкого состоялась в Доме науки и культуры России за рубежом – в Хельсинки (1993).
Потом были персональные выставки:
- в Центральном Доме Кино (1993, Москва),
- галерее "Новый путь" (1995, 1996) в Евпатории,
- выставочном зале Союза художников России (1997, Москва).

Леонид Свинцицкий был удостоен призов и наград:
- 1982 - диплом за лучшую работу художника постановщика на фестивале молодых кинематографистов «Мосфильма» за фильм «Нас венчали не в церкви» (реж. Б. Токарев)
- 1989 - серебряная медаль на ВДНХ в Москве за эскизы к фильму «Поджигатели» (реж. Александр Сурин)
- 1993 - Приз "Зеленое яблоко — золотой листок" (За лучшую работу художника-постановщика, фильм "Сны" – реж. К.Шахназаров.)

В 2001 году Леониду Свинцицкому было присвоено звание Заслуженный художник РФ.
Номинация «Лучший художник» Национальной кинематографической премии «Ника» за фильм «Ключ от спальни» (реж. Эльдар Рязанов)
Номинация «Лучший художник» премии «Золотой Овен»» Российской гильдии кинокритиков за фильм «Ключ от спальни» (реж. Эльдар Рязанов)
2016 - награжден дипломом Российской Академии художеств за художественное решение телевизионных фильмов «Соблазн» и «Людмила Гурченко».
Леонид Синцицкий преподавал и вел мастер-классы во ВГИКе и Академии кинематографического и театрального мастерства Н. С. Михалкова.
Работы Л. В. Свинцицкого находятся в Музее «Мосфильма», в частных собраниях России, Германии, Украины, Финляндии, Швеции.